# Roca Partida

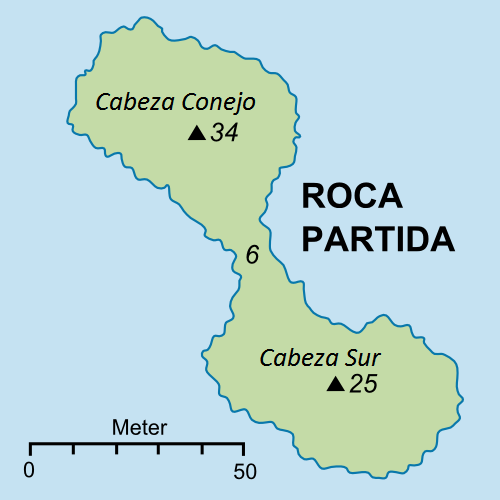
Mapa de Roca Partida

Roca Partida é a ilha mais inóspita do Arquipélago de Revillagigedo, México. É um ilhéu com altitude máxima de 35 m e que se localiza no oceano Pacífico, a oeste do México continental. Tem comprimento máximo de 245 m e largura de 73 m, com área de 1,4 ha. A rocha foi descoberta em 1542 por Ruy López de Villalobos.
Roca Partida é o cume de um estratovulcão submarino. Nos diagramas de variação de estruturas, aparecem mais perto dos traquibasaltos e intermédias entre as rochas ácidas da Ilha San Benedito e da Ilha Socorro, em contraste com as estruturas básicas de Clarion. Em geral, as rochas da Ilha Roca Partida têm o domínio de anfíboles e piroxenos sódicos onde dominam o sódio sobre o potássio, e há escassez de plagioclasa.
Roca Partida não mostra nenhum substrato para o crescimento de vegetação terrestre, não havendo anfíbios, peixes de água doce nem répteis no ilhéu.
Algumas aves marinhas nidificam no ilhéu:
- Alcatraz-de-nazca - Sula granti
- Atobá-pardo - Sula leucogaster brewsteri
- Andorinha-do-mar-escura - Onychoprion fuscatus crissalis
- Trinta-réis-escuro - Anous stolidus ridgwayi